# Kołobrzeg (gemeente)
De gemeente Kołobrzeg is een landgemeente en maakt deel uit van powiat Kołobrzeski. Aangrenzende gemeenten:
- Kołobrzeg (miejska), Dygowo, Gościno, Siemyśl en Ustronie Morskie (powiat Kołobrzeski)
- Trzebiatów (powiat Gryficki)

Zetel van de gemeente is in de stad Kołobrzeg (Duits Kolberg).
De gemeente beslaat 19,9% van de totale oppervlakte van de powiat.

## Demografie
De gemeente heeft 11,6% van het aantal inwoners van de powiat.

## Plaatsen
Administratieve plaatsen (sołectwo) van de gemeente Kołobrzeg:
- Błotnica, Bogucino, Bogusławiec, Budzistowo, Drzonowo, Dźwirzyno, Grzybowo, Karcino, Kądzielno, Korzystno, Niekanin, Nowogardek, Nowy Borek, Obroty, Przećmino, Rościęcino, Samowo, Sarbia, Stary Borek, Stramnica en Zieleniewo.

Zonder de status sołectwo : Bezpraw, Budzimskie, Głąb, Głowaczewo, Kopydłówko, Korzyścienko, Rogozina, Sieradowo, Świerszczewo.

## Partnergemeenten
- Nyborg (Denemarken, sinds 1992)
- Berlin-Pankow (Duitsland, sinds 1994)
- Bad Oldesloe (Duitsland, sinds 1996)
- Barth (Duitsland, sinds 2000)
- Simrishamns kommun (Zweden, sinds 2000)
- Koekelberg (België, sinds 2003)
- Landskrona kommun (Zweden, sinds 2005)
- Follonica (Italië, sinds 2006)
- Feodosija (Rusland, sinds 2008)